# Махнатка
Махнатка (пол. Machnatka) — село в Польщі, у гміні Блендув Груєцького повіту Мазовецького воєводства.
Населення — 114 осіб (2011).
У 1975-1998 роках село належало до Радомського воєводства.

## Демографія
Демографічна структура станом на 31 березня 2011 року:
|          | Загалом | Допрацездатний вік | Працездатний вік | Постпрацездатний вік |
| -------- | ------- | ------------------ | ---------------- | -------------------- |
| Чоловіки | 56      | 12                 | 36               | 8                    |
| Жінки    | 58      | 9                  | 34               | 15                   |
| Разом    | 114     | 21                 | 70               | 23                   |